# Robin Canup
Robin M. Canup (nacida el 20 de noviembre de 1968) es una astrofísica estadounidense. Se licenció en la Universidad Duke y se doctoró en la Universidad de Colorado en Boulder. Su principal área de investigación se refiere a los orígenes de los planetas y los satélites. En 2003, Canup recibió el Premio Harold C. Urey.
Canup es bien conocida por su investigación basada en la teoría del gran gigante, utilizando un modelo intensivo para simular cómo se desarrollan las colisiones planetarias. En 2012, Canup publicó por primera vez un refinamiento de la teoría del gran impacto, argumentando que la Luna y la Tierra se formaron en una serie de pasos que comenzaron con una colisión masiva de dos cuerpos planetarios, cada uno más grande que Marte, que luego volvió a colisionarse para formar lo que ahora llamamos Tierra. Después de la recolisión, la Tierra estaba rodeada por un disco de material, que se combinó para formar la Luna. Ella ha escrito un libro sobre el origen de la Tierra y la Luna. Canup también ha publicado investigaciones que describen un origen de gran impacto para Plutón y Caronte.
Canup es una consumada bailarina de ballet y bailó el papel principal en Coppélia en el Boulder Ballet una semana después de terminar su tesis doctoral.